# (37761) 1997 EN51
1997 إي أن 51 (ويعرف أيضًا باسم (37761) 1997 إي أن 51 وفق تسمية الكوكب الصغير) (بالإنجليزية: 1997 EN51)‏ هو كويكب ضمن حزام الكويكبات؛ وترتيبه 37761 من حيث الاكتشاف.
اكتُشف هذا الجُرم الفلكي بواسطة إيريك والتر إلست في 5 مارس 1997.

## وصلات خارجية
- (37761) 1997 EN51 في قاعدة بيانات مختبر الدفع النفاث لأجرام النظام الشمسي الصغيرة

- الاكتشاف · مخطط المدار ·  العناصر المدارية · المعلمات المادية

- (37761) 1997 EN51 على موقع ويكي سكاي: DSS2, SDSS, GALEX, IRAS, Hydrogen α, X-Ray, Astrophoto, Sky Map, Articles and images